# Jurij Stiepanow (lekkoatleta)
Jurij Stiepanow, ros. Юрий Степанов (ur. 30 sierpnia 1932 w Petersburgu, zm. 13 września 1963 tamże) – radziecki lekkoatleta specjalizujący się w skoku wzwyż.
W 1957 r. zdobył w Paryżu złoty medal letnich międzynarodowych igrzysk uniwersyteckich. 13 lipca 1957 r. ustanowił w Leningradzie rekord świata w skoku wzwyż, pokonując poprzeczkę na wysokości 2,16. Wynik ten został pobity 30 kwietnia 1960 r. przez Johna Thomasa.
Zdjęcie wykonane podczas zawodów pokazało, że Stiepanow używał butów z grubą porowatą podeszwą, które działały jak trampolina. Chociaż przepisy nie zabraniały używania takich butów, zagraniczne media skrytykowały ich użycie, ale Sowieci sprzeciwili się, że gruba podeszwa została dodana jedynie w celu zmniejszenia ryzyka kontuzji. Po tym wydarzeniu grubość podeszwy została ograniczona przez IAAF do 12 mm. W wyniku nadmiernego zainteresowania mediów ważnością jego wyników, około 1959 roku Stiepanow popadł w depresję, która doprowadziła do jego hospitalizacji w 1959 roku, alkoholizmu, rozwodu w 1961 roku i samobójstwa w 1963 roku.